# Велика московска кнежевина
Велика московска кнежевина, Московска Русија, или Велика Кнежевина Московска је била средњовековна руска држава која је постојала од 1283. године до 1547. године са центром у Москви. Претходник  Велике московске кнежевине била је Кнежевина Владимир-Суздаљ, а наследник Руско царство.
Држава је настала у време владавине Александра Невског из династије Рјурикова, када је 1263. његов син Данијел I постављен да влада новоствореном Великом кнежевином Московском, која је била вазална држава Монголског царства (под „татарским јармом“), и која је на крају апсорбовала своје матично војводство Владимир-Суздаљ до 1320-их. Касније је апсорбовала своје суседе, укључујући Новгородску републику 1478. и Тверску кнежевину 1485. године, и остала вазална држава Златне хорде до 1480. године, иако је било честих устанака и неколико успешних војних кампања против Монгола, као што је устанак предвођен Дмитријем Донским против владара Златне Хорде, Мамаја, у Куликовској бици 1380. године.

## Порекло
Када су Монголи напали територије Кијевске Русије, Москва је била безначајна трговачка станица у Кнежевини Владимир-Суздаљ. Иако су Монголи спалили Москву у зиму 1238. и опљачкали је 1239, удаљеност Москве и пошумљена област су пружали неку сигурност од монголских напада и окупације, а бројне реке су пружале приступ Балтичком и Црном мору и региону Кавказа.
Важнији фактори за развој Москве у оно што ће постати Московска држава је била чињеница да је њом управљало неколико кнезова који су били амбициозни и одлучни. Први владар Московске кнежевине Данил I је био најмлађи син Александра Невског, кнеза Владимир-Суздаља. Данил је почео да шири своју кнежевину освајањем градића Коломна и осигурањем наслеђивања града Переслављ Залеског својој породици. Данилов син Јуриј Данилович је контролисао цео слив реке Москве и проширио територију кнежевине на запад заузевши Можајск. Зато је направио савез са врховним владаром руских кнезова, Узбег-каном од Златне хорде и оженио се његовом сестром. Кан му је дозволио да узме титулу великог кнеза Владимир-Суздаља, што му је омогућило да се меша у послове Новгородске републике на североистоку.
Јуријев наследник Иван I (владао од 1325–1340), је успео да сачува титулу великог кнеза блиско сарађујући са Монголима и скупљајући порез од осталих руских кнежевина у своје име. Ово је омогућило Ивану да се уздигне над околним кнезовима, посебно над главним ривалом Москве, северним градом Твером, који се побунио против Златне хорде 1327. Устанак је угушен заједничким снагама Монгола и Московљана. Иван I Калита је имао репутацију најбогатијег човека у Русији, како каже његов надимак Калита (на руском „кеса за новац“). Иван је користио благо да би куповао земљу других кнежевина и да би платио изградњу камених цркава у Кремљу. Године 1327. православни митрополит Петар је преместио своју резиденцију из Кијева у Владимир, а затим у Москву, што је даље подигло престиж нове кнежевине.

## Дмитриј Донски
Иванови наследници су наставили са окупљањем руских земаља да би повећали број становника и богатство за време своје владавине. У овом процесу, њихови интереси су се сукобили са нарастајућом Великом кнежевином Литванијом, чији су поданици углавном били источни Словени и православци. Велики кнез Алгирдас се брачним везама везао за Твер и повео је три експедиције на Москву (1368, 1370 и 1372) али је није могао освојити. Велики камен раздора између Москве и Вилњуса био је велики град Смоленск.
Године 1350. државу и владајућу породицу је погодила куга. Дмитриј Донски је имао 9 година када су му умрли родитељи, а титула великог кнеза је прешла у руке његовог даљег рођака Дмитрија од Суздаља. Окружен паганским Литванцима и муслиманским номадима, владар Москве је склопио савез са Руском православном црквом, која је доживела процват услед монашких реформи Сергеја Радоњешког.
Дмитрија Донског је подучавао митрополит Алексиј, те је он постао заштитник православља и ујединио је зараћене кнежевине у својој борби против Златне хорде. Дмитриј Донски је оспорио ауторитет кана и поразио његовог заповедника Мамаја у чувеној бици на Куликовом пољу 1380. Иако су политичке користи од битке поништене инвазијом Токтамиша на Русију неколико година касније, Дмитриј је успешно одбацио стигму сарадње са Татарима која је деценијама била везана за Москву. Године 1389. Дмитриј је предао престо свом сину Василију I, без потребе да добије сагласност од кана.

## Василиј I и Василиј II
Василиј I (владао од 1389. до 1425) је наставио политику свог оца. Након што је Тамерлан напао Златну хорду, Василиј I је престао да плаћа данак кану, али је био приморан да следи више помирљиву политику након Едигувог напада на Москву 1408. Ожењен једином кћерком литванског великог кнеза Витаутаса, Василиј је покушао да избегне отворене сукобе са својим моћним тастом, чак и када му је он преотео Смоленск. Мирне године његове дуге владавине су обележене наставком ширења на исток (припајањем Нижњег Новгорада и Суздаља 1392) и на север (припајањем Вологде, Великог Устјуга и Великог Перма 1398)
Реформе светог Сергеја су биле окидач за културну револуцију, исказану кроз иконе и фреске монаха Андреја Рубљева. Сергејеви следбеници су основали на стотине манастира укључујући и Кирило-Белојезерски и Соловски, у удаљеним и негостољубивим пределима. Поред културне улоге, ти манастири су били велики земљопоседници, који су могли да контролишу економију оближњих регија, а укупно гледајући, они су били истурене базе које су шириле утицај Москве на оближње кнежевине и републике. Још један фактор одговоран за ширење Велике московске кнежевине је била чињеница да је сваког владара наслеђивао његов син, док су околне кнежевине биле мучене династичким борбама и подељене у још мање области. Само су бочни огранци московске династије, коју је представљано Владимир од Сепухова и његови наследници, били чврсто везани уз Московску кнежевину.
Стање се променило са почетском владавине наследника Василија I, Василија II. Његов стриц Јуриј II је почео да тражи престо и круну. Избио је жесток сукоб који је харао државом током целе његове владавине. Након Јуријеве смрти 1432, његове захтеве су наставили да траже његови синови Василиј Косој и Дмитриј Шемијака, коју су водили Велики феудални рат све до 1450-их. Иако је био истеран из Москве у неколико наврата, заробљен од стране Олуга Моксамата из Казања и ослепљен 1446, Василиј II је на крају успео да победи своје непријатеље и препусти престо свом сину. На његово инсистирање, домаћи епископ је изабран за московског митрополита, што је довело до аутокефалности Руске православне цркве од цариградског патријарха 1448.

## Иван III
Ширење Велике кнежевине у 14. и 15. веку је пратила унутрашња консолидација. До 15. века владари Велике московске кнежевине сматрали су целу територију Русије својим колективним имањем. Бројни полу-независни кнезови, потомци Рјуриковића су и даље тражили неке територије, али је Иван III Велики (владао 1462—1505) приморао слабије кнезове да прихвате великог московског кнеза и његове потомке као неоспорне владаре који контролишу војна, правна и спољашња питања.
Велика московска кнежевина је добила пун суверенитет над значајним делом етнички руских земаља до 1480. када се владавина татарске Златне хорде званично окончала Великим стајањем на реци Угри и до почетка 16. века све те земље су уједињене, укључујући Новгородску републику и Велику тверску кнежевину. Путем наслеђивања Иван III је успео да загосподари важном Великом рјазањском кнежевином, а кнезови Ростова и Јарославља су се добровољно потчинили Ивану III. Северозападни град Псков је остао независтан током тог периода, али га је касније освојио Иванов син Василиј III (владао 1505—1533).
Након што је консолидовао језгро Русије под својом влашћу, Иван III је постао први владар Велике московске кнежевине који је узео титулу цара и владара свих Руса. Иван се борио са моћним североисточним суседом и ривалом Литванијом за контролу над полунезависним бившим кнежевинама Кијевске Русије у горњим токовима река Дњепар и Доњец. Упркос пребегу неколико кнезова, граничним сукобима и дугом неодлученом рату са Литванијом који се окончао 1503, Иван III је успео да прошири државу на запад и три пута је увећа током своје владавине.
Владавина царева је званично почела са Иваном IV Грозним, првим монархом који је био крунисан као цар Русије, али је у пракси почео са Иваном III, који је завршио централизацију државе (традиционално познато као „окупљање руских земаља“) у исто време када је краљ Луј XI то урадио у Француској.